# Sandra Birdsell
Sandra Louise Birdsell (z domu Bartlette, ur. 22 kwietnia 1942 w Hamiota (Manitoba)) - pisarka kanadyjska.
Jej matka była emigrantką pochodzącą z rodziny ukraińskich mennonitów, a ojciec Metysem, pochodzącym z plemienia Cree. W wieku 35 lat podjęła studia pisarskie (Creative writing) na University of Winnipeg. W 1982 roku ukazała się jej debiutancka książka Night Travellers, zbiór opowiadań połączonych miejscem akcji (fikcyjnym miastem Agassiz). 
Była pisarzem-rezydentem na kanadyjskich uczelniach, m.in. University of Alberta, University of Prince Edward Island oraz bibliotekach 
W 1996 roku przeniosła się do Reginy. Jej mężem jest filmowiec Jan Nowina-Zarzycki

## Twórczość

### Powieści
- Agassiz Stories (1987)
- The Missing Child (1989)
- The Chrome Suite (1992)
- The Town That Floated Away (1997)
- The Russländer (Katya) (2001)
- Children of the Day (2005)
- Waiting for Joe (2010)

### Zbiory opowiadań
- Night Travellers (1982)
- Ladies of the House (1984)
- The Two-Headed Calf (1997)